# The Elements of Style
The Elements of Style (англ. «Елементи стилю») — стилістичний довідник американської англійської мови, опублікований у численних виданнях. Його оригінальну версію написав Вільям Странк молодший у 1918 році, а опублікувало видавництво Harcourt у 1920 році.
Початкова версія посібника містила вісім «елементарних правил використання», десять «елементарних принципів композиції», «кілька аспектів форми», список із 49 «слів і виразів, які часто неправильно вживають» та список із 57 «слів, які часто неправильно пишуть». Письменник і редактор Елвін Брукс Вайт значно розширив і переробив книгу для публікації у видавництві Macmillan у 1959 році. Це було перше видання так званого Strunk & White, яке журнал «Тайм» у 2011 році визнав однією зі 100 найкращих і найвпливовіших книг, написаних англійською мовою з 1923 року.

Американська «дотепниця» Дороті Паркер висловилася про довідник так:
Якщо у вас є молоді друзі, які прагнуть стати письменниками, друга за важливістю послуга, яку ви можете для них зробити, — це подарувати їм примірники «Елементів стилю». Перша за важливістю, звісно, — застрелити їх прямо зараз, поки вони ще щасливі.

## Історія
У 1918 році професор англійської мови Корнелльського університету Вільям Странк молодший написав The Elements of Style, а в 1919 році опублікував їх приватно для внутрішнього використання в університеті. У 1920 році видавництво Harcourt перевидало їх у 52-сторінковому форматі. Пізніше, у 1935 році, Вільям Странк і редактор Едвард Тенні (Edward A. Tenney) переробили «Елементи» для публікації під назвою The Elements and Practice of Composition («Елементи і практика композиції»). У 1957 році посібник зі стилю привернув увагу Елвіна Вайта із журналу «Нью-Йоркер». Вайт навчався писати під керівництвом Странка ще в 1919 році, але відтоді забув «маленьку книжку», яку він описав як «43-сторінковий виклад про чистоту, точність і стислість у використанні англійської мови». Через кілька тижнів Вайт написав у своїй колонці про відданість Странка ясній англійській прозі.
У 1946 році Странк помер. Згодом видавництво «Макміллан і компанія» доручило Вайту переробити «Елементи…» для видання 1959 року. Вайт розширив й актуалізував переглянуте видання Странка й Тенні 1935 року. Результатом його роботи став посібник зі стилю письма, який неофіційно називали «Странк і Вайт» (Strunk & White), перше видання якого було продано в 1959 році накладом близько двох мільйонів примірників. Пізніше було продано понад 10 мільйонів копій трьох видань. Марк Гарві (Mark Garvey) розповідає історію посібника у своїй книзі Stylized: A Slightly Obsessive History of Strunk & White's The Elements of Style (2009).
Майра Кальман, яка створила ілюстрації до книги The Elements of Style Illustrated (2005, див. нижче), попросила композитора Ніко М'юлі написати кантату за мотивами цієї книги. Він справді її написав; кантата була виконана в Нью-Йоркській публічній бібліотеці в жовтні 2005 року.
Аудіокниги, створені на основі The Elements, нині містять змінені формулювання, метою яких є усунути «гендерні проблеми» оригіналу: наприклад, займенник he (він), який за часів Странка використовувався за замовчуванням, був змінений на сучасні he або she (вона), you (ви), they (вони) або «письменник».

## Зміст
Странк зосередився на пропагуванні гарного письма та композиції. Оригінальне видання 1918 року закликало авторів «викидати непотрібні слова», використовувати активний стан і доречно застосовувати паралелізм.
Видання 1959 року містить розширені Вайтом попередні розділи, есе «Вступ» (взяте з його журнальної статті про Странка) та заключний розділ «Підхід до стилю» — ширший, настановчий посібник з написання текстів англійською мовою. Він також підготував друге (1972) і третє (1979) видання «Елементів стилю», на той час обсяг книги збільшився до 85 сторінок.

Третє видання «Елементів стилю» (1979) містить 54 пункти: список найпоширеніших помилок у слововживанні, 11 правил пунктуації й граматики, 11 принципів написання, 11 аспектів форми і, в розділі V, 21 нагадування про кращий стиль. Останнє, 21-ше нагадування, «Віддавайте перевагу стандарту перед незвичним», тематично пов'язане з темою «Елементів стилю», проте є окремим есе про написання зрозумілої прози. Щоб писати добре, Вайт радить письменникам розвивати правильне мислення, писати для самозадоволення і, за висловом Роберта Луїса Стівенсона, прагнути «однієї миті щастя». Це рекомендація Странка 1918 року:
Енергійне письмо — це лаконічне письмо. У реченні не має бути зайвих слів, в абзаці — зайвих речень, з тієї ж причини, з якої на малюнку не має бути зайвих ліній, а в автівці — зайвих деталей. Це не означає, що письменник повинен робити всі свої речення короткими або уникати всіх деталей і розглядати свої предмети лише в загальних рисах — натомість він повинен діяти так, щоб кожне слово було промовистим.
У виданнях 1979 року і пізніших кома в імені Странка молодшого — Strunk, Jr. — вже не ставиться, що пов'язано з оновленою рекомендацією щодо пунктуації таких імен у стилістиці.
У четвертому виданні The Elements of Style (2000), опублікованому через 54 роки після смерті Странка, відсутня його стилістична порада щодо займенників чоловічого роду: «тільки якщо антецедент не є або не повинен бути жіночого роду». Натомість додано таке речення: «багато авторів вважають обмежувальним або образливим використання узагальненого „він“ або „його“ для означення антецедента невизначеного роду». Крім того, пункт «Вони: він або вона» (They. He or She) розділу IV «Неправильно вживані слова та вирази» (Misused Words and Expressions) радить письменникові уникати «ненавмисного акценту на чоловічому роді».
До 4-го видання додано передмову есеїста Роджера Анджелла, пасинка Е. Б. Вайта, післямову американського культурного коментатора Чарльза Осгуда, глосарій та іменний покажчик. П'ять років по тому текст 4-го видання було перевидано під назвою The Elements of Style Illustrated («Елементи стилю в ілюстраціях», 2005) з ілюстраціями дизайнерки Майри Кальман. У цьому виданні відсутня післямова Осгуда і відновлено розділ про правопис, який був у першому виданні.

## Критика
The Elements of Style увійшли до списку 100 найкращих і найвпливовіших нехудожніх книжок, написаних англійською мовою починаючи з 1923 року, за версією журналу «Тайм» у 2011 році. Після виходу книжки Чарльз Пур (Charles Poor), який писав для «Нью-Йорк таймс», назвав її «чудовим трофеєм для всіх, хто цікавиться читанням і письменництвом».

У книзі «Про письменство. Мемуари про ремесло» (2000, с. 11) Стівен Кінг пише:
Єдиним помітним винятком у правилі херні є книга «Елементи стилю» Вільяма Странка-молодшого та Е. Б. Вайта. У ній майже або й зовсім немає херні (авжеж, вона коротка — 85 сторінок, значно коротша за цю). Скажу вам негайно, що кожному, хто прагне стати письменником, слід прочитати «Елементи стилю». Сімнадцяте правило розділу «Принципи композиції» каже: «Уникайте непотрібних слів». Я постараюся.
У 2011 році професор біохімії Віденського університету Тім Скерн (Tim Skern) стверджував у книзі «Writing Scientific English: A Workbook», що The Elements of Style «залишаються найкращою книгою з письма гарною англійською мовою».
У 2013 році Невіл Гвінн відтворив The Elements of Style у своїй праці «Gwynne's Grammar». Брітт Петерсон (Britt Peterson) із газети The Boston Globe написав, що його включення книги було «цікавим доповненням».
У 2016 році проєкт Open Syllabus Project[21], проаналізувавши 933 635 текстів, які з'являються у понад 1 мільйоні навчальних програм, назвав The Elements of Style найчастіше згадуваним текстом в академічних програмах США.

Критика Strunk & White зосереджувалася здебільшого на твердженнях, що вона має прескриптивістський характер або взагалі перетворилася на анахронізм з погляду сучасної англійської мови. Критикуючи The Elements of Style, Джеффрі Пуллум, професор лінгвістики в Единбурзькому університеті та співавтор «Кембриджської граматики англійської мови» (2002), сказав, що The Elements of Style є застарілими:
Ця книга — токсична суміш пуризму, атавізму й особистої ексцентричності, не підкріплена належним знанням англійської граматики. Вона часто настільки хибна, що автори, здається, не помічають власного кричущого нехтування власними правилами… Це сумно. Кілька поколінь студентів коледжів вивчали граматику за бездумними підручниками Странка й Вайта, і в результаті ми маємо націю освічених людей, які відчувають невиразну тривогу й невпевненість, коли пишуть however або than me або was чи which, але не можуть пояснити чому.
Зокрема, Пуллум стверджував, що автори текстів неправильно розуміють, що таке пасивний стан, і критикував заборону усталених англійських звичаїв, як-от розщеплений інфінітив, і використання його в обмежувальних підрядних реченнях, які виконують функцію означення. У Language Log — мовному блозі, який ведуть лінгвісти, — він також критикував The Elements of Style за те, що цей посібник пропагує лінгвістичний прескриптивізм і гіперкорекцію серед англофонів, і заявив, що «ця книжка виїла мозок Америці».
Ян Фріман (Jan Freeman) у рецензії для The Boston Globe у 2005 році описав останнє видання The Elements of Style Illustrated (2005) з ілюстраціями Майри Кальман як «книга — старіючий зомбі… мішанина із застарілих хиб, які виборюють собі місце, спираючись на табу 1970-х і комп'ютерні поради 1990-х».

## Видання

### Strunk
- Elements of Style. Складено в 1918 році, надруковано приватно у 1919 році. 43 сторінки. OCLC 6589433[33].
- The Elements of Style. New York: Harcourt, Brace and Howe, 1920. 52-сторінкова публікація оригіналу[3].

Оскільки текст оригіналу Странка нині є суспільним надбанням і вільно доступний в Інтернеті, видавці мають право передрукувати його у вигляді книги.

### Strunk & Edward A. Tenney
- The Elements and Practice of Composition. New York: Harcourt, Brace, 1935. Попри нову назву, це розширений варіант The Elements of Style: 60 сторінок плюс 47 «практичних листів». OCLC 781988921[34].

### Strunk & White
- The Elements of Style. New York: Macmillan, 1959. OCLC 878906498[35].
- The Elements of Style. 2nd ed. New York: Macmillan; London: Collier-Macmillan, 1972. ISBN 0024182605.
- The Elements of Style. 3rd ed. New York: Macmillan, 1979. ISBN 0024181900 (у твердій обкладинці), ISBN 0024182001 (у м'якій обкладинці).
- The Elements of Style. 4th ed. S.l.: Longman, 1999. Hardback. ISBN 0-205-31342-6 (у твердій обкладинці). S.l.: Longman, 2000. ISBN 0-205-30902-X (у м'якій обкладинці). With a foreword by Roger Angell.
- The Elements of Style Illustrated. With illustrations by Maira Kalman. Penguin, 2005. ISBN 1-594-20069-6 (у твердій обкладинці). Penguin, 2005. ISBN 9780910301961 (у твердій обкладинці). Penguin. ISBN 9780143112723 (у м'якій обкладинці). Penguin, 2008. ISBN 9781439562635 (у м'якій обкладинці).
- The Elements of Style. Fiftieth Anniversary Edition. New York: Pearson Longman, 2009. ISBN 0-205-63264-5. Contains the 4th ed. text; with a foreword by Charles Osgood.